# Nenniger Graben
Der Nenniger Graben ist ein rechter Zufluss der Mosel mit einer Länge von 3,4 km und der Gewässerkennziffer 26178.
Er entspringt auf der Gemarkung von Kreuzweiler (Ortsteil von Palzem, Landkreis Trier-Saarburg), bildet dann die Landesgrenze zwischen Rheinland-Pfalz und dem Saarland und mündet südlich von Schloss Thorn. Namensgebend ist das links und südlich des Baches gelegene Nennig (Ortsteil von Perl), Landkreis Merzig-Wadern, Saarland.
Im Bereich der Mündung gehört die Mosel zum gemeinschaftlichen deutsch-luxemburgischen Hoheitsgebiet.